# Lost Highway – Útvesztőben
A Lost Highway – Útvesztőben (Lost Highway) David Lynch 1997-ben bemutatott francia-amerikai koprodukcióban készült, szürreális elemekkel átszőtt pszichothrillerje. A forgatókönyvet Barry Gifforddal közösen írta, aki Lynch korábbi filmjének, a Veszett a világnak (1990) az alapjául szolgáló regény szerzője. A film zenéjét Angelo Badalamenti szerezte. A főszerepekben Bill Pullman, Patricia Arquette, Balthazar Getty és Robert Loggia.
Lynch legutóbbi filmje, a Twin Peaks – Tűz, jöjj velem! (1992) kedvezőtlen fogadtatása miatt – a film megbukott a mozikban – a befektetők óvatosabbak lettek a rendezővel: a Dream of the Bovine forgatókönyvét és több filmtervét is visszautasították. A Gifforddal közösen írt film ötlete, mely végül elnyerte a befektető tetszését, már a Twin Peaks moziváltozatának forgatásakor megszületett, azonban a végleges forgatókönyv megírása és a film elkészítése több évig tartott.
A film premierje Franciaországban volt 1997. januárban. A Lost Highway a közönség körében nem aratott  sikert – az árbevétel az Egyesült Államokban 3,6 millió dollárt tett ki –  és a kritikusokat is megosztotta.
21. századi noir horror film. Párhuzamos identitásválságok alapos vizsgálata. Olyan világ, ahol veszélyesen kizökkent az idő. Egy rettenetes vágta az elveszett országutakon.

## Cselekmény

### Fred és Renee
Egy reggel Fred Madisonhoz becsönget valaki és annyit mond: „Dick Laurent halott”. Később feladó nélküli küldemény érkezik: egy videófelvételen a háza látható kívülről, ahol feleségével él. Arra gondol, hogy egy ingatlanügynök készíthette. Fred szaxofonista, egy dzsesszklubban játszik esténként. Az egyik fellépés alkalmával hazatelefonál, hogy beszéljen feleségével, de a telefont nem veszi fel senki. Mikor Fred hazaér megkérdezi Renee-t, hogy hol volt. Renee azt mondja otthon tartózkodott. Fred azt hisz, hogy felesége megcsalja őt. A házaspár újra egy csomagot talál az ajtó előtt. A második küldemény elbizonytalanítja őket: a felvétel a nappalijukat mutatja, majd a kamera a hálószobába vezeti őket, ahol Fred és Renee éppen alszanak. Felkeresik a rendőrséget, de a nyomozók nem igazán tudnak segíteni.

### A rejtélyes ember
A házaspár még aznap este egy partira hivatalos, melyet Andy, Fred főnöke tart. Fredet megszólítja egy különös, gnómszerű alak. Nem árulja el a nevét, de azt mondja, hogy Dick Laurent barátja. A titokzatos férfi elmondja, hogy már találkoztak korábban, Fred házában. Ezt Fred hitetlenkedve fogadja, mire a férfi arra kéri Fredet, hogy hívja fel őt a saját otthonában. A telefon végén a titokzatos férfi szólal meg. Hazatérve Fred átkutatja a házát behatolás nyomait keresve, de nem talál semmit. Másnap egy újabb kazetta hever a házuk előtt: a felvétel tanúsága szerint brutálisan meggyilkolta a feleségét Renee-t. A rendőrség nem hisz az ártatlanságában és börtönbe zárják. Az egyik este a cellájában ülve látomások kezdik gyötörni egy lángoló házról a sivatagban, a látomás közben Fred kezd átváltozni. Reggel az őrök nem Fredet, hanem Pete Daytont találják a cellájában.

### Pete és Mr. Eddy
A nyomozók nem értik mi történhetett, de úgy döntenek, hogy Pete-t szabadon engedik, ám megfigyelés alatt tartják. Pete visszamegy a munkahelyére az autószervizbe dolgozni, ahol felkeresi Mr. Eddy, egy gengszter, hogy javítsa meg a kocsiját. Megkéri Pete-t autózzon vele, hogy ellenőrizhesse a motort. Egy másik kocsi vezetője felbosszantja Mr. Eddy-t, aki leszorítja az út szélére a sofőrt és megveri. Pete megdöbben Mr. Eddy agresszív viselkedésén. A rendőrök követik Pete-t és Mr. Eddy-ről kiderítik, hogy a másik neve Dick Laurent.

### Pete és Alice
Mr. Eddy másnap visszatér a szervizbe, ekkor vele tart a szőke hajú Alice Wakefield is, aki nagyon hasonlít Renee-re, Fred meggyilkolt feleségére. Pete-nek megtetszik Alice. Alice egy este egyedül jön vissza a szervizbe, és elhívja Pete-t vacsorázni. A férfi vele tart. Pete viszonyt kezd Alice-szel, motelekben találkozgatnak, hogy Mr. Eddy ne tudjon a kapcsolatukról. Mr. Eddy gyanakodni kezd és megfenyegeti Pete-t, hogy ha megtudja, hogy tényleg lefekszik Alice-szel, akkor megöli őket. Alice elárulja Pete-nek, hogy Mr. Eddy vezette be őt a pornóiparba. Alice és Pete úgy dönt, hogy elszöknek. Alice-nek az az ötlete támad, hogy Pete rabolja ki Andy-t, akivel együtt pornózott. Pete beleegyezik, azonban a rablásba hiba csúszik, dulakodás közben Andy meghal. A lakásban látja, hogy egy vetítőgépen egy pornófilm pereg, melynek egyik szereplője maga Alice. Tovább kutakodva talál egy fényképet Alice-ről, Renee-ről Andy és Mr. Eddy társaságában.

### „Dick Laurent halott”
Pete és Alice egy sivatagi házhoz hajt, amelyről Fred a börtönben vizionált. A házban nem tartózkodik senki. Alice és Pete a ház előtt szeretkezik, majd Alice besétál meztelenül a házba, ezután Pete visszaváltozik Freddé. A lány után akar menni, de ott csak a titokzatos férfit találja, akivel korábban a partin találkozott. A rejtélyes ember azt mondja Fred-nek, hogy Alice és Renee ugyanaz a személy. Fred elhajt a kocsival a Lost Highway motelbe, ahol Dick Laurent/Mr. Eddy és Alice/Renee tartózkodik. Elrabolja Mr. Eddy-t és visszamegy a sivatagba, és meggyilkolja. Újra megjelenik a titokzatos férfi egy kis tévékészülékkel a kezében, melyen egy pornófelvétel látható Alice/Renee-ről. Majd a titokzatos férfi eltűnik. Andy házában a rendőrség helyszínel, a ház tele van Pete ujjlenyomataival. Megtalálják a fotót, amit Pete is látott, de erről Alice hiányzik. A fénykép alapján úgy vélik ez lehetett Fred motivációja ahhoz, hogy feleségét meggyilkolja. Fred elhajt a kocsival a saját házához és felcsönget Fred-hez, és annyit mond: „Dick Laurent halott”. Majd távozik, mert a rendőrök üldözik. Az autóban ülve a sztrádán látjuk vezetni Fredet, amikor újra átváltozik Pete-é.

## Szereplők
| Karakter                        | Színész                | Magyar hang            |
| ------------------------------- | ---------------------- | ---------------------- |
| Fred Madison                    | Bill Pullman           | Sinkovits-Vitay András |
| Renee Madison / Alice Wakefield | Patricia Arquette      | Kiss Erika             |
| Peter Raymond Dayton            | Balthazar Getty        | Kálid Artúr            |
| Titokzatos ember                | Robert Blake           | Cs. Németh Lajos       |
| Sheila                          | Natasha Gregson Wagner | Braun Rita             |
| Arnie                           | Richard Pryor          | Salinger Gábor         |
| Candace Dayton                  | Lucy Butler            | Koffler Gizi           |
| Andy                            | Michael Massee         | Wohlmuth István        |
| Phil                            | Jack Nance             |                        |
| Johnny Mack börtönőr            | Jack Kehler            | Koncz István           |
| Henry börtönőr                  | Henry Rollins          |                        |
| Steve "V" Vincencio             | Giovanni Ribisi        | Fesztbaum Béla         |
| Teddy                           | Scott Coffey           |                        |
| William Dayton                  | Gary Busey             | Kárpáti Tibor          |
| Mr. Eddy / Dick Laurent         | Robert Loggia          | Papp János             |
| Al nyomozó                      | John Roselius          | Kisfalussy Bálint      |
| Ed nyomozó                      | Louis Eppolito         | Áron László            |
| Lány a buliban                  | Jenna Maetlind         |                        |
| Mike börtönőr                   | Michael Shamus Wiles   |                        |
| Nő az esküdtszékben             | Mink Stole             |                        |
| Bíró                            | Leonard Termo          | Rudas István           |
| Ivory börtönőr                  | Ivory Ocean            |                        |
| Smordin doktor                  | David Byrd             | Pusztai Péter          |
| Clements börtönigazgató         | Gene Ross              |                        |
| Luneau kapitány                 | F. William Parker      | Kardos Gábor           |

## Háttér

### A forgatókönyv
A filmet Barry Gifford Night People című kötete inspirálta. Lynchnek nagyon tetszett az írás, különösen az egyik kifejezés: „Lost Highway”. Arra gondolt, hogy mennyire jó filmcím lenne. Javasolta Giffordnak, hogy írjanak egy forgatókönyvet, aki beleegyezett, de csak jó egy évvel később láttak neki a közös munkának. A kezdeti ötletelések nem vezettek eredményre, csak a Twin Peaks – Tűz jöjj velem forgatásának vége felé körvonalazódott Lynchben a történet kiindulópontja: egy házaspár videokazettákat kap, melyeken a saját házuk látható, majd ők maguk, amint alszanak. Ötletét megosztotta Gifforddal, majd együtt dolgozták ki a cselekményt. A forgatókönyv megírása lassan haladt, csak 1995 elején fejezték be. Ez idő alatt Lynch és Gifford az On the Air és a Hotel Room című televíziós sorozatok készítésében vett rész, melynek Blackout és Tricks című részeit Gifford írta, Lynch pedig rendezte. A Lost Highway volt az első film, melynek forgatókönyvét Gifford és Lynch közösen írták. Az elképzelésük nem egy lineáris történetvezetés volt, sokkal inkább olyan történetet szerettek volna írni, amelyik elindul valahonnan, majd végül ugyanoda tér vissza: mint egy Möbius-szalag.
Lynch egy interjúban azt mondta, hogy a film első jelenetét egyik saját élménye ihlette: egy reggel csöngettek a kaputelefonján és csak annyit mondtak: „Dick Laurent halott”. Mire Lynch kinézett az ablakon, már senkit sem látott. Lynch-ben csak évekkel később tudatosult, hogy O. J. Simpson hírhedt pere (a vád szerint meggyilkolta feleségét, de felmentették) tudat alatt hatással volt a film történetére.

### Színészek
Fred szerepére a rendező már a forgatókönyv írásakor Bill Pullman személyében gondolkodott. Tökéletesen alkalmasnak találta, szerinte Pullman teljesen átlagosnak, szelídnek tűnik, de látta a szemében, hogy képes olyan figurák megformálására, mint Fred, akiben düh és téboly bujkál. Reneé-t és Alice-t kettős szerepben Patricia Arquette alakítja, aki előtanulmányokat folytatott a szerephez. Mr. Eddy arrogáns figuráját Robert Loggia játssza, aki Lynch korábbi filmjében, a Kék bársonyban (1986) Frank Booth-ot szerette volna eljátszani, de a szerepet végül Dennis Hopper kapta. Emiatt Loggia összeveszett Lynch-el. Pullman A függetlenség napja (1996) forgatásán megmutatta Loggia-nak a Lost Highway forgatókönyvét, mert arra gondolt, hogy alkalmas lenne Mr. Eddy megformálására. Loggia azonban nem bízott abban, hogy Lynch a korábbi konfliktusuk miatt vele fog dolgozni. De Lynch szerint Loggiá-t éppen a kiakadása tette alkalmassá a szerepre. A rejtélyes ember szerepére Robert Blake-et szemelte ki, becsülte a munkásságát, azt szerette volna, ha ő játssza el ezt a különös figurát. Blake saját bevallása szerint nem értette a forgatókönyvet, hogy ő ki is pontosan a filmben, de Lynch segített neki, hogy ráérezzen a szerepére. Blake ötlete volt a fehér smink és a sötét ruha, amitől kísértetiessé vált a karaktere, az ötlet nagyon tetszett Lynchnek. Robert Blake ebben a filmben szerepelt utoljára: 2002-ben letartóztatták felesége meggyilkolásának vádjával. Blake-t később felmentették, de azóta sem játszott egy filmben sem. Az Útvesztőben volt Richard Pryor és Jack Nance utolsó mozifilmje. Nance, aki Lynch számos filmjének szereplője volt, még a bemutató előtt elhunyt. A filmben egy-egy rövid jelenet erejéig feltűnik Henry Rollins zenész, aki börtönőrt és Marilyn Manson, aki pornósztárt alakít.

### Forgatás
A forgatókönyv 1995 márciusában kész volt, és Lynch már nyáron szerette volna elkezdeni a forgatást, de a CiBy 2000 csak később hagyta jóvá a forgatókönyvet. A forgatási munkálatok 1995 szeptembere és 1996 februárja között mintegy 54 napon át tartottak, közel húsz helyszínen Kalifornia államban. A jeleneteket többek között a Mojave-sivatagban, a Death Valley Nemzeti Parkban és Los Angelesben vették fel. Death Valley-ben kizárólag éjszakai jeleneteket fogattak. Lynch eredetileg fekete-fehér filmet akart készíteni, mert a 40-es és 50-es évek film noir filmjeinek hangulatát szerette volna megjeleníteni a vásznon. Azonban tekintettel arra, hogy a fekete-fehér filmek nem olyan népszerűek, elállt ettől az elképzeléstől. Lynch Peter Deming operatőrre bízta magát, hogy a filmen minél jobban visszaadják a film noir hangulatot, aki sötét képi világot alkotott. Deming tudatosan használt kevés fényt a jelenetek forgatásánál. Visszatekintve úgy vélte, hogy a fekete-fehér felvétel nem lett volna járható út a filmhez.
A film első változata közel két és fél óra hosszú lett. Mary Sweeney levetítette ezt a verziót egy ötven fős tesztközönségnek. A reakciók és a vélemények alapján újravágták a filmet. Több jelenetet is kihagytak a film végleges változatából, annak ellenére, hogy egyes részek nagyon tetszettek Lynchnek. Az egyik ilyen kimaradt jelenetben maga Lynch is szerepelt.
Néhány kimaradt jelenet:
- Jelenetek Renee, Fred és a nyomozók között a videókazetták kapcsán.
- Jelenet a boncteremben, ahol a gyilkosságról beszélgetnek.
- A börtönben Fred végignézi, hogy egy elítéltet a kivégzéshez kísérnek. Majd elképzeli a saját kivégzését.
- A bíróságon halálra ítélik Fredet.
- Pete szülei és a börtönigazgató közötti beszélgetés, ahol az igazgató megpróbál magyarázatot adni a történtekre: hogyan lehetséges, hogy Fred helyett reggelre Pete volt a cellában. (Lynch ezzel a jelenettel kapcsolatban úgy nyilatkozott, hogy szerinte összezavarhatta volna a nézőket, ezért nem hagyta a filmben.)[23]
- Pete és szülei közötti jelenet, melyben úgy tűnik, hogy Pete láthatatlan a szülei számára. Egy másik részben, pedig a barátnője, Sheila nem veszi észre őt.

## Filmzene
A film zenéjét Angelo Badalamenti komponálta, aki a rendezővel már a Kék bársony óta dolgozik együtt. Badalamenti zenéje mellett számos előadó dala szerepel a filmben, mint David Bowie, Barry Adamson, Marilyn Manson, Nine Inch Nails, Rammstein vagy Lou Reed. A filmzenei album producere a Nine Inch Nails zenekar frontembere Trent Reznor volt. Reznor a Született gyilkosok (1994) zenéjének munkálatai után kapott felkérést Lynchtől az Lost Highwayre. Reznor választotta ki és állította össze a dalokat a filmhez, köztük a Nine Inch Nails egyik vadonatúj dalát, a The Perfect Drugot. Lynch két Rammstein dalt választott: Heirate Mich és Rammstein (ez utóbbi klipjéhez az együttes a film jeleneteit is felhasználta).
A filmben elhangzó egyik dalt – a This Mortal Coil Song to the Siren című számát – Lynch eredetileg a Kék bársony egyik jelenetében (amikor Jeffrey és Sandy táncolnak) szerette volna felhasználni, de akkor nem tudta megszerezni a jogokat hozzá.
A zene is követi az önmagába visszatérő történetvezetést: a film legelején és legvégén David Bowie I’m Deranged című száma szól. A dal címe szabad fordításban: Megtébolyultam vagy Megbolondultam.

## Magyar kritikai visszhang
„[...] tekintélytiszteletünk és bevallott elfogultságunk ellenére nem hibátlan. Valóban önismétlőnek tetszenek az ismert díszletklisék (vörös bársonyfüggöny, ötvenes évekbeli autócsodák) alkalmazása, a korábbi munkákhoz képest öncélúnak tűnnek a bevált motívumok, a rúzsos ajkak szítta cigaretták és tüzek, túl direktnek lehet vélni, amikor a rendező a zenész arcába adja poétikai alapvetését (Fred nem hisz a videóban, mert szeret a maga módján emlékezni a dolgokra), egy álomjelenetnek szánt homokos és szenvedélyes sivatagi szeretkezés bántóan rockklippesre sikerült, amikor pedig a bomlott és traumatizált Pete Dayton a gyilkosságot követően a mosdót keresve benyit egy szobába, ott egy vörösben úszó, értelmezhetetlen, szado-mazo aktusnak lesz kénytelen-kelletlen szemtanúja, amely semmihez nem köthető. Mindezek az egyenetlenségek azonban nem vesznek el semmit abból a felkavaró élményből, amelytől az Útvesztőben, ismételjük megint, az egyik legfontosabb idei bemutató.” – Csejdy András kritikája a Filmvilágban
„Az persze semmit sem von le az Útvesztőben értékéből, ha néha úgy érezzük, nézése közben mi is azon a semmibe tartó országúton száguldunk, mint hősei.” – Böszörményi Gábor kritikája a Mozineten
„Lynch egykor újszerű filmnyelvi megoldásai megmerevedni látszanak, az együtthangzásból az egymás melletti hangok disszonanciája lett. [...] Készséggel hajlandó vagyok elismerni, hogy a Lost Highway jobb, mint ez utóbbiak, hogy összetéveszthetetlenül egyéni stílusa van, hogy a félelem, a szex és erőszak erőteljes képei következtében a mű második felében sem unatkozunk. Kimagaslóan jó a hanganyaga, a visszhangok és suttogások, a korábbról már ismert hangrobbanások szinte megbénítják a nézőt. A Lost Highway-t azonban nem a tucatfilmekhez kell mérnünk, hanem szerzőjének életművén belül kell szemlélnünk. S egy Lynch formátumú rendező nem engedheti meg magának, hogy középszerű legyen. Ki maga? – kérdezik a filmben a bohócarcú férfitól. Lehet egy ember egyszerre két helyen ? Válaszok helyett csak sátáni kacagást vagy sejtelmes hallgatásokat kapunk, ami önmagában még nem lenne baj. A Lost Highway-t azonban nem az elhallgatás beszédes és többértelmű csendjei jellemzik, – ezek inkább a fáradtság semmitmondó csendjei.” – Mátyás Péter kritikája a Filmkultúrában 

## Díjak, jelölések
- SESC Film Festival (1998)[28]
  - díj: legjobb külföldi film (David Lynch)
- Belgian Syndicate of Cinema Critics (1998)[29]
  - jelölés: Nagydíj

## Lost Highway opera
A filmből azonos címmel egy opera is készült, melyet 2003. október 31-én a steirischer herbst kulturális fesztiválon mutatták be Grazban a Klangforum Wien előadásában. A darab zenéjét az osztrák zeneszerző Olga Neuwirth szerezte, a librettót Elfriede Jelinekkel közösen írta. A darabot 2007 szeptemberében az Egyesült Államokban két helyen, Oberlinben a Finney Chapelben és New Yorkban a Miller Theaterben mutatták be. Valamint 2008 áprilisában Londonban.